# George Tremblay
George Tremblay (* 14. Januar 1911 in Ottawa; † 14. Juni 1982 in Tijuana) war ein US-amerikanischer Komponist. 
Tremblaey war zunächst Schüler seines Vaters Amédée Tremblay. 1929 übersiedelte er in die USA, wo er ab 1936 bei Arnold Schönberg studierte, dessen Mitarbeiter er bis zu dessen Tod blieb. In Los Angeles gründete er 1965 eine Schule zur Erforschung und Entwicklung neuer serieller Techniken. Er komponierte u. a. drei Sinfonien, eine Serenade und ein Epithalamium für Bläser, Streicher, Klavier und Schlagzeug, kammermusikalische Werke, mehrere Klaviersonaten und eine Kontrabasssonate.